# Yoon San-ha
Yoon San-ha (hangul: 윤산하; Seúl, 21 de marzo de 2000) es un cantante surcoreano. En 2016, debutó como miembro de Astro, formado por Fantagio Entertainment.

## Biografía y carrera
Yoon San Ha nació en Seúl, Corea del Sur, el 21 de marzo del 2000. Es de religión cristiana.
Estudió en Baegwoon Middle School y Hanlim Multi Arts High School (Graduado). Desde muy joven aprendió a tocar la guitarra y sus especialidades son: aprender rápido, tiene mucha flexibilidad y se le da bien bailar.
En el año 2012 comenzó como aprendiz. 
Fue el tercer aprendiz en ser revelado en iTeen a través de una foto.
Desde 2016 es miembro del grupo musical surcoreano Astro, junto a Cha Eun-woo, Moon Bin, Jinjin, MJ y Rocky. Bajo la agencia Fantagio Entertainment. 
Su posición en la banda es vocalista, bailarín y maknae.
San Ha se unió a varios programas de televisión a partir del 2015, comenzando por su predebut en la serie To Be Continued. Después, en 2016, junto con los miembros de la banda, realizaron sus reality show Astro project y ASTRO: Ok, I'm Ready!. Y actualmente participó en Love Formula 11M, en el 2019.
En 2020, se unió a la primera subunidad de Astro Moonbin & Sanha, debutando con Bad Idea el 14 de septiembre. Una semana después, el 22 de septiembre, ganaron su primer trofeo de programa musical con el sencillo en SBS MTV The Show. Una semana después de su lanzamiento, In-Out debutó en el número 9 en la lista semanal de álbumes en el extranjero de Oricon y en el número 2 en la lista semanal de álbumes de Gaon.
El 11 de febrero de 2022, Moonbin & Sanha lanzaron el sencillo de prelanzamiento "Ghost Town", antes del lanzamiento de su segundo EP Refuge el 15 de marzo, con la canción principal "Who".
El 3 de diciembre de 2022, Fantagio anunció que Moonbin & Sanha regresarían el 4 de enero de 2023 y estaba programado para regresar con su tercer EP Incense.
El 19 de abril de 2023, Moon Bin fue encontrado muerto, lo que resultó en la disolución de la subunidad. El 27 de abril, Fantagio confirmó que la comunidad Weverse de la unidad se cerraría el 30 de abril, casi 2 semanas después de su creación inicial.
El 5 de julio de 2024 Fantagio anunció el debut solitario del artista después de 8 años desde su debut como integrante de Astro. Debutando el 6 de agosto con su primer miniálbum Dusk teniendo a "Dive" como canción principal.

## Filmografía

### Series de Televisión
| Año  | Título                  | Personaje      | Notas         | Ref.          |
| ---- | ----------------------- | -------------- | ------------- | ------------- |
| 2015 | To Be Continued         | Yoon San Ha    | Serie web     |               |
| 2016 | My Romantic Some Recipe |                | Cameo         |               |
| 2019 | Love Formula 11M        | Tae Oh         | Serie web     |               |
| 2021 | Your Playlist           | Big Daddy      | Serie web     | [ 7 ]         |
| 2022 | Crazy Love              | Lee Su-ho      |               | [ 8 ] [ 9 ]   |
| 2023 | Choseon Chef            | Kim Yu         | Drama Special | [ 10 ]        |
| 2024 | El amor vuelve a casa   | Byeon Hyun-jae |               | [ 11 ] [ 12 ] |

### Programas de TV
| Año  | Título                          | Notas                          |
| ---- | ------------------------------- | ------------------------------ |
| 2016 | (ARIRANG TV) After School       | Ep. 202 junto a Astro          |
| 2016 | (MBC) Weekly Idol               | Ep.256 junto a Astro           |
| 2016 | (ARIRANG TV) After School       | Ep. 219 junto a Astro          |
| 2016 | (MBC) We got Married            | junto a Astro                  |
| 2016 | (KSTYLE TV) The Immigration     | junto a Astro                  |
| 2016 | (ARIRANG TV) After School       | Ep. 240 junto a Astro          |
| 2016 | (MBC) Weekly Idol               | Ep.279 junto a Astro           |
| 2016 | Show Champion ¡Hey!¡Hazlo!      | junto a Cha_Eun-woo            |
| 2017 | (TVCHOSUN) Idol Party           | junto a Astro                  |
| 2017 | (MBC) Duet Song Festival        | junto a MJ                     |
| 2017 | (MBC) My Little Television      | junto a Cha_Eun-woo y Moon_Bin |
| 2017 | (MBC) Idol Men                  | junto a Astro                  |
| 2017 | Idol Arcade                     | Ep.2 junto a Astro             |
| 2017 | (KBS WORLD TV) Idol Show K-Rush | junto a Astro                  |
| 2017 | (MBC) Weekly Idol               | Ep.307 junto a Astro           |
| 2017 | (MOBIDIC) 99 segundos           | (21.06.2017)                   |
| 2017 | (KBS) Immortal Songs            | junto a Astro                  |
| 2017 | (ARIRANG TV) After School       | Ep. 291 junto a Astro          |
| 2017 | (SBS) Inkigayo: MC especial     | (26.11.2017)                   |
| 2017 | (KBS) Immortal Songs 2          | junto a Astro                  |
| 2018 | (JTBC) Sugarman 2               | Ep.03 junto a Astro            |

### Programas de Radio
| Año  | Título                                   | Notas                                     |
| ---- | ---------------------------------------- | ----------------------------------------- |
| 2016 | SBS Power FM: Lee Guk Joo's Young Street | junto a MJ & Moon_Bin (21.03.2016)        |
| 2016 | KBS Cool FM: K-Pop Planet                | junto a MJ (03.04.2016)                   |
| 2016 | KBS Cool FM: Kiss The Radio              | junto a MJ (18.04.2016)                   |
| 2016 | KBS 2 Happiness at 2 O'Clock             | junto a Jo Sungmo junto a MJ (16.05.2016) |
| 2016 | SBS Power FM: Lee Guk Joo's Young Street | (06.08.2016)                              |

### Reality Show
| Año  | Título           | Notas         |
| ---- | ---------------- | ------------- |
| 2016 | Astro: Ok! Ready | junto a Astro |
| 2016 | Astro Project    |               |
| 2021 | Astro Zone       | Junto a Astro |

### Discografía
| Año  | Título                  | Notas                                           |
| ---- | ----------------------- | ----------------------------------------------- |
| 2018 | Without Knowing It All) | Bily Acoustie & Yoon San Ha                     |
| 2019 | One More Chance         | Junto a Kim Chan Mi, tema para Love Formula 11M |
| 2020 | In Out                  | Subunidad con Moonbin                           |
| 2022 | Refuge                  | Subunidad con Moonbin                           |
| 2023 | Incense                 | Subunidad con Moonbin                           |
| 2024 | Dusk                    | Primer miniálbum en solitario.                  |
| 2025 | CHAMELEON               | 2ND MINI ALBUM(15.072025) kst                   |